# ロクイチアンリミテッド
『6x1≠UNLIMITED?』（ロクイチアンリミテッド）は、エープラスより2015年1月7日にニンテンドーeショップで配信されているニンテンドー3DSダウンロードソフト。

## 概要
2014年10月10日に「今冬配信」（2014年12月）と発表後、2015年1月7日にニンテンドーeショップで配信されたニンテンドー3DS用の全方位シューティングである。エープラスの自社パブリッシング第一作目にあたる。発売前には2度の体験会が開催されるなど、ユーザーとの精力的な意見交換を行った。。
クラスタ（ステージ）は奥行きのある球面になっており、ボス戦においては上に消えると下から現れる地形の連続性を感じられる。しかし、それ以外の敵キャラクターは自機を追尾するパターンの例外を除き、画面外に消すことで消滅する。そのため自機を常に一定方向に前進させながら、敵キャラクター出現から当たり判定が有効になるまでの間に避けるか、突破出来る範囲だけを破壊して直進を続けてもクリアが出来る。
ゲーム冒頭でレオンハートが「6種類の弾を使い分けるのは楽しい」というセリフから通常は6種類の抗ウイルス弾を状況に応じて使い分けて攻略すると考えられるが、実際には得意な弾だけ切り替えて使用できない制約になっている。弾の発射方向は固定出来ず、さらに敵キャラクターが自機の近辺から出現するため、自機前方に発射するタイプの抗ウイルス弾は、適切な射程距離を取ることが難しく利用価値が低い。従ってこれらキャラクターとの会話が見たい場合には、各クラスタ毎のボスを撃破する寸前に切り替えなければならなくなる。
「全方位シューティングゲームとアドベンチャーゲームの融合」をした「文芸シューティング」と謳っているが、実際はアドベンチャーゲームの機能は無い。クラスタの最初と最後に抗ウイルス弾を管理している人工知能との会話はあるものの、それによるストーリー分岐やステージ分岐も一切無い。特定の敵性ウイルスを撃破した際に出現するワクチンEXEという強化パーツを取得する事で使用中の抗ウイルス弾が3段階までアップし、ラストボスをクリアした時点の人工知能の強化レベルによってエンディングが10種類用意されている。前述の分岐以外にも、敵のグラフィック、出現数や出現パターンも共に変化が無いため、操作に慣れたプレイヤー側は変化の乏しいプレイに陥りがちになる。
玉姫・雷智との会話ではクラスタに対する地理的な説明が入る（「入間・宇都宮」や「対馬」など）が、背景色や背景テクスチャなどに一切変化は無い。また、作戦の概略的な情報も玉姫・雷智との会話に集中しており進行によってはシナリオが破綻する問題もある。そうしたゲーム内の専門用語や略語を後で読み返す機能は存在しない。
人工知能は強化レベルが上がるたびに、初期のピクセルアイコンから低諧調イラスト、高精細イラストに変化していく。画面下部に表示される人工知能のイラストをタッチすると強化レベルに応じてバリエーションが3種類まで増加するリアクションが返ってくるほか、タッチ状態を維持することで極秘コマンド（A+コマンド）入力モードに遷移する。
説明書にはマルチエンディングが示唆され「あなたは、すべてのエンディングを見ることができるか？」等と書かれており、全38セクタで構成された7つのクラスタで計30分ほど要するが途中セーブなどは無いうえに、後述のセーブデータ破壊や強制終了バグもあるため、別の意味で全てのエンディングを確認するのが難しい。クリアすると下表に示すようにエンドパターンに対応してタイトル画面下部の00から09の数字が光ることで回収状況を確認できる。ゲーム内には数字とキャラクターの対応を確認する手段は無い。
| 数字 | クリア時の人工知能レベル          |
| ---- | --------------------------------- |
| 00   | 全員レベル3（電域の君主エンド）   |
| 01   | 玉姫のみレベル3                   |
| 02   | Delta04のみレベル3                |
| 03   | ブラーニャのみレベル3             |
| 04   | 光舞のみレベル3                   |
| 05   | 雷智のみレベル3                   |
| 06   | ブリジットのみレベル3             |
| 07   | 複数レベル3（内容は08とほぼ同一） |
| 08   | 玉姫のみレベル3、レベル2が1人     |
| 09   | 全員レベル1（一枚絵はない）       |

マルチエンディングの報酬は最後に個別の1枚絵と簡単な文章が出るだけであり、人工知能の個別エンドは別パターン（バッドエンド07のバリエーション）がある玉姫を除き殆どバッドエンドと言って差し支えないものしか存在しない。尚、バッドエンドの画像はほんの一瞬だけ公式による紹介動画の中でも閲覧することが可能である。ゲーム内にギャラリーやステージセレクトが存在しないため、もう一度見たい場合は最初からプレイし直す必要がある。

### 更新データ適用後
1月13日の発表時点では、プレイ進行を妨げる致命的バグ対応のみ告知されていたが、2月4日に前述の仕様的不備に対する調整も加えられる事が追加で告知された。2月25日、更新データが配信されている。

## あらすじ
主人公（プレイヤー）である「獅子心王（レオンハート）」は、認識制御型デバイスの敵性ウイルス迎撃システム「サディス(Cyber Disaster Recovery Supervisor)」を操作して「中央経済共同体（CC:チャイナ・コミュニティ）」に潜伏している反政府組織（テロリスト）の敵性ウイルスなどから日本の電気的仮想空間（通称：電域）を守る任務を与えられた自衛隊の下部組織「電域侵攻防衛課（電侵防）」に所属している新人オペレーター。サディスには6種類の抗ウイルス弾が備わっており、それぞれ女性型の人工知能が管理している。
レオンハートはサディスオペレーターが極秘事項になる為に親族含む第三者に職務を教えられないことと、サディスの人工知能が旧政府のクールジャパンの影響で女性の見た目と精神構造をしていることに不満を感じつつ、虚像と現実の境界線をさまよい敵性ウイルスを駆除していた。
ウイルス駆除任務中において、敵性ウイルスにチャイナ・コミュニティのテロリスト特有の偽装パターンが存在している事が発見されるが、断定には至らず防戦を続けることになった。敵性ウイルスの性能が強化されるなかで任務を繰り返すごとにレオンハートの精神と身体は蝕まれていき、ダイレクトリンクを辿られ電侵防の本部が危険に陥った際、迎撃するための連続操作が引き金となり、レオンハートは心神喪失状態となり一時戦線離脱することになる。
162時間38分ぶりに戦線に復帰したレオンハートは、チャイナ・コミュニティの本部を壊滅させるよう命じられるままに出撃して任務を成功させるが、それを最後にレオンハートは限界に達して肉体と精神が完全に乖離してしまう。（ここから先はマルチエンディングのため、キャラクター説明の項目に記載する。）

## キャラクター
獅子心王（レオンハート）
本作の主人公。電侵防に所属するサディスの新人オペレーター。
読み方は祖父がドイツ軍人でありその影響であるが、この時代にはごく一般的な名前でファミレスの順番待ちのリストに田中や佐藤と同じように並んでいる。
数カ月前までは仕事もせず日がな一日家でネットをしている俗にニートと呼ばれる属性の24歳の日本人だった。
とあるアンケートに答えて一般の人間より脳と電子機器が馴染みやすい体質であった為、防衛省にスカウトされた。
実はサディスオペレーターは人間の肉体と精神を乖離させてしまう危険性から使い捨てが前提であるため、能力以外で選ばれた可能性が示唆されている。
現在は電域侵攻防衛課で敵性ウイルス迎撃システム「サディス」のオペレーターの任務に就いている。
クリア時に人工知能のレベルが全てレベル3なら、名前に含まれる「王」の字の如く日本国から独立した電域を統治する主君として君臨する姿が描かれる。
全てレベル1なら現実に戻れるもオペレーターを解任され人工知能との日々を懐かしむ姿が描かれるが、その想いを成就できるのは玉姫だけであるため知らぬが仏である。
複数の人工知能がレベル3であった場合には、構成データを微細化され電域の修復素材にされてしまう。
SWP-00 抗ウイルス機銃「玉姫（たまき）」（通常弾）
声 - 忠本佳寿美
前方に画面端まで届く弾を連射する。レベルが上がると一度に射撃できる弾が増えて広範囲への攻撃か可能になるが威力は増加しないため使いづらい。
サディスの開発初期に標準兵装として採用された。人工知能の性格は若干おっとりしているが、基本はしっかり者である。
サディスの抗ウイルス弾の中で最もオペレーターを思いやる気持ちがある人工知能と称されているのは彼女が他の人工知能とは異なるためである。
個別エンドではオペレーターを解任されたレオンハートの前に実体をもって現れるが、彼女がどういう存在なのかは誤魔化され、プレイヤーにさえ明かされないまま終わる。
レオンハートの呼称は「レオさん」。
SWP-10 スピール・デ・ヴィジュエル「ブリジット」（爆弾）
声 - 市橋裕希
前方に時限式爆弾を発射する。レベルが上がると爆発範囲が拡大する。
フランス国防省から自衛隊へOEM生産された兵装で、形式番号からも最新である事がうかがえる。
人工知能の性格は沸点の低いかんしゃく持ち、攻撃的で騒がしいワガママ娘とされる。
彼女の精神が不安定な理由は正規の処理ではなく、反政府組織の送り込んだ不正処理プログラムが原因である。
個別エンドにて、レオンハートは不正処理の件を打ち明けられるも、事実発覚でデリートを恐れたブリジットによりウイルスに書き換えられてしまう。
レオンハートの呼称は「レオ」。
SWP-04 クリェマーツィヤ「ブラーニャ」（火炎放射）
声 - 高田菜々美
前方に火炎を発射する。レベルが上がると火炎の量が増え攻撃力が増加するが射程距離が極端に短く使いづらい。
ロシアとの北方協定によりサハリンの軍事メーカーより無期限、無利子の貸与を認められた兵装。
見た目の通り精神年齢が低めで設定されている人工知能。戦う事や敵性ウイルスに恐怖の感情を抱いている。
個別エンドでレオンハートは彼女の本当の姿を受け入れたが、バイザーを外した彼女により灰にされてしまう。
火炎が暴走しているのだと思われるが、詳しい説明はないため定かではない。
レオンハートの呼称は「レオさん/レオ兄ちゃん」。
SWP-07Z 対電域害虫地雷「雷智（らいち）」（地雷弾）
声 - 竹内真紀子
後方に対電域害虫地雷を発射する。レベルが上がると1回に設置する地雷の数が増加。
SWP-07Z対電域害虫光子槍とは同時期に採用された姉妹兵装。
名称の「Z」は、共同開発のドイツ企業Zuvai社（ヅヴァイ）の頭文字をとって付けられた。
性格は完璧主義者で任務の遂行を第一に優先する。
個別エンドではレオンハートの精神をサディスと融合させ、サディスをバージョンアップさせる最後の任務を粛々と執行している姿が描かれている。
レオンハートの呼称は「レオ准尉/レオ准将」。
SWP-03 Delta04「Δ4（デルタフォー）」（誘導弾）
声 - 佐藤雅美
前方から誘導式レーザー弾を連射する。レベルが上がると発射される弾の数が増える。
米国の軍産複合体から日本の大手グループ企業へと卸されたグレーな兵装。
テロ対策の特殊部隊「デルタフォース」にあやかって命名された。
女性の武器を余すことなく発揮し、男性を虜にする人工知能らしからぬ挙動をとるのはサディスに精神を蝕まれ、抜け殻になった男性オペレーターのアバターを収集するためである。レオンハートも例外でなく、個別エンドで彼のアバターは首を切断されている。
レオンハートの呼称は「レオくん/レオ」。
SWP-07E 対電域害虫光子剣「光舞（れいむ）」（貫通レーザー）
声 - 向尾友梨奈
前方にレーザー収束した剣を出現させる。レベルが上がるとレーザーが太くなる。
SWP-07E対電域害虫地雷とは同時期に採用された姉妹兵装。登録順の兼ね合いで光舞は雷智の姉と位置づけられている。
名称の「E」は、共同開発のドイツ企業Ein社（アイン）の頭文字をとって付けられた。
人工知能は明るく元気で、曲がったことが嫌いで真っ直ぐな性格。妹の雷智と逆で周りが見えなくなることも多々あり、冷静沈着な妹と自由奔放な姉という図式になる。
彼女の会話の語尾は、大体が顔文字（アスキーアート）で装飾されている。
個別エンドでは、精神が乖離してオペレーターとしての能力を失ったレオンハートのアバターの首を掴んで振りまわす姿が描かれている。
レオンハートの呼称は「相棒」。

## 極秘コマンド
「A+コマンド」と命名された隠しコマンドが用意されており、一部は公式ページでも公開されている。抗ウイルス弾のレベル変化や自滅は、周回プレイ時に顕著になる単調な序盤における兵装強化、クリアした時点での人工知能のレベルでエンディングが分岐する仕様に対する救済措置として機能する。
A上上A上上
選択中の抗ウイルス弾Lv3 ※クラスタ中1回
A右右A右右
クレジット +1 ※ゲーム中1回
A下下A下下
選択中の抗ウイルス弾以外Lv1 ※クラスタ中1回
A左左A左左
自滅 ※クラスタ中1回（コンティニュー後は再度使用可）

## バグ・不具合
2015年1月現在、ゲームバランスに難があるバグだけでなくシステム破損に繋がる致命的な不具合が存在するためパッチ配信まで起動を控えることが推奨される。現在のセーブデータは全て不正データと見なして処理されるおそれが強いためである。エープラスでは、修正パッチを2月下旬に配信すると公式サイトおよび公式Twitterで告知した。また、ゲーム進行を妨げる致命的不具合のほか、仕様的な不備も調整されることが追加で告知されている。
誤植（レオンハートの階級他）
例えば雷智からの呼称がステージ001から准尉、005から准将になり、エンディングでは准尉、下画面では常に准将、ボイスは准尉というように統一が見られないほか、ステージ005において開始時刻が15時41分22秒で終了時刻が14時01分00秒となっている等の誤植、雷智からの時間経過報告が6日と20時間35分前であったり162時間38分前というような単位の不統一が目立つ。何事も正確だが融通の利かない人工知能である雷智のキャラクターに疑問が生じてしまう。
抗ウイルス弾のレベルダウン
説明書には強化された状態でミスをすると1段階レベルが下がると書いてあるが、実際は最高レベルでもレベル1になる。こちらは説明書が誤りの可能性もあるが、30分以上にわたり抗ウイルス弾のレベルを維持する心理的負担から、敵を画面外に消す安全なプレイスタイルを助長する要因になっている。
カウンターストップ
ノーコンティニューでクリアするだけで計測不能になるため、プレイの内容に関わらずハイスコアは無意味になる。カウンターストップすると敵を倒すごとに残機が増えるので攻略の手助けになるが、これがセーブデータ破壊や、強制再起動の一因と指摘されている。事前にコンティニューを消費しておくことで、フリーズと強制再起動を低減できる可能性がある。
フリーズ、強制再起動
突然ソフトがフリーズ、強制再起動してしまう。周回プレイ中やカウンターストップ後のエンディング直前のタイミングで多発すると報告されている。エンディング直前に再起動もしくはフリーズが発生すると、最悪の場合、エンディングの実績が埋められず、再度30分以上プレイする必要がある。
セーブデータ破壊
セーブデータ破壊は不規則なタイミングで発生する場合もあるが、10種類のエンディングをコンプリートした場合には必ず発生する。なお、ソフトごと削除して再ダウンロードの際に書き戻すバックアップしか取ることが出来ず、破壊に備えてゲームを遊ぶためのバックアップは非対応である。
セーブデータ初期化処理の異常動作
一度セーブデータが破壊された状態になると、起動するたびにセーブデータが壊れていますと表示される。正常な初期化処理が入っていないか、初期化できない想定外のデータに化けてしまっている。再度ハイスコアを更新したり、クリアをして上書きを試みても再起動するたびに初期化処理によりデータが破壊され続ける。SDカードにダメージを与える恐れがある。

## スタッフ
プロデューサー
山口 律（エープラス）
ディレクター
溝田 英明（エープラス）
小田桐 創（バーンハウスエフェクト）
プランナー
小島 照男（エープラス）
藤原 一毅（エープラス）
平野 孝章（バーンハウスエフェクト）
プログラマー
野林 雅大（エープラス）
桑田 浩之（バーンハウスエフェクト）
小山 勇次（バーンハウスエフェクト）
キャラクターデザイン
新月 竜（エープラス）
デザイナー
黄 志瑛（エープラス）
佐賀 綾乃（エープラス）
佐藤 瑛祐（エープラス）
山本 華奈江（エープラス）
飯田 勇気（バーンハウスエフェクト）
清田 幸伸（バーンハウスエフェクト）
エグゼクティブプロデューサー
木戸岡 稔（アークシステムワークス/エープラス）